# Eostrobilops
Eostrobilops is een geslacht van weekdieren uit de klasse van de Gastropoda (slakken).

## Soorten
- Eostrobilops hirasei (Pilsbry, 1908)
- Eostrobilops humicolus Páll-Gergely & Hunyadi, 2015